# 太平洋新鯥
太平洋新鯥（学名：Neoscombrops pacificus），又名大面側仔，为輻鰭魚綱鱸形目鱸亞目發光鯛科新鯥屬下的一个种，屬熱帶海水魚，分布於太平洋海域，深度60-500公尺，體長可達40公分，棲息在岩石底質的底層水域，生活習性不明。